# Церопегия стапелевидная
Церопегия стапелевидная (лат. Ceropegia stapeliiformis) — вид растений рода Церопегия (Ceropegia), семейства Кутровые (Apocynaceae), произрастающий на территории Южной Африки (ЮАР, Эсватини и Мозамбик).
Это растение с особенными стеблями, сильно напоминающими стебли стапелии, но вырастающими гораздо длиннее. Цветки необычные — венчик разделен на пять сегментов, свободно раскидистых, изогнутых и окаймленных волосками.

## Название
Родовое латинское название Ceropegia происходит от двух греческих слов: keros, что означает «воск» или «восковая свеча», и pegnynai, что означает «собираться» или «объединяться», возможно, из-за похожих на люстры соцветий некоторых видов. Также, вторая часть слова может происходить от греческого слова pege — «фонтан».
Видовой латинский эпитет stapeliiformis переводится как «похожая на стапелию»; стапелевидная.

## Описание

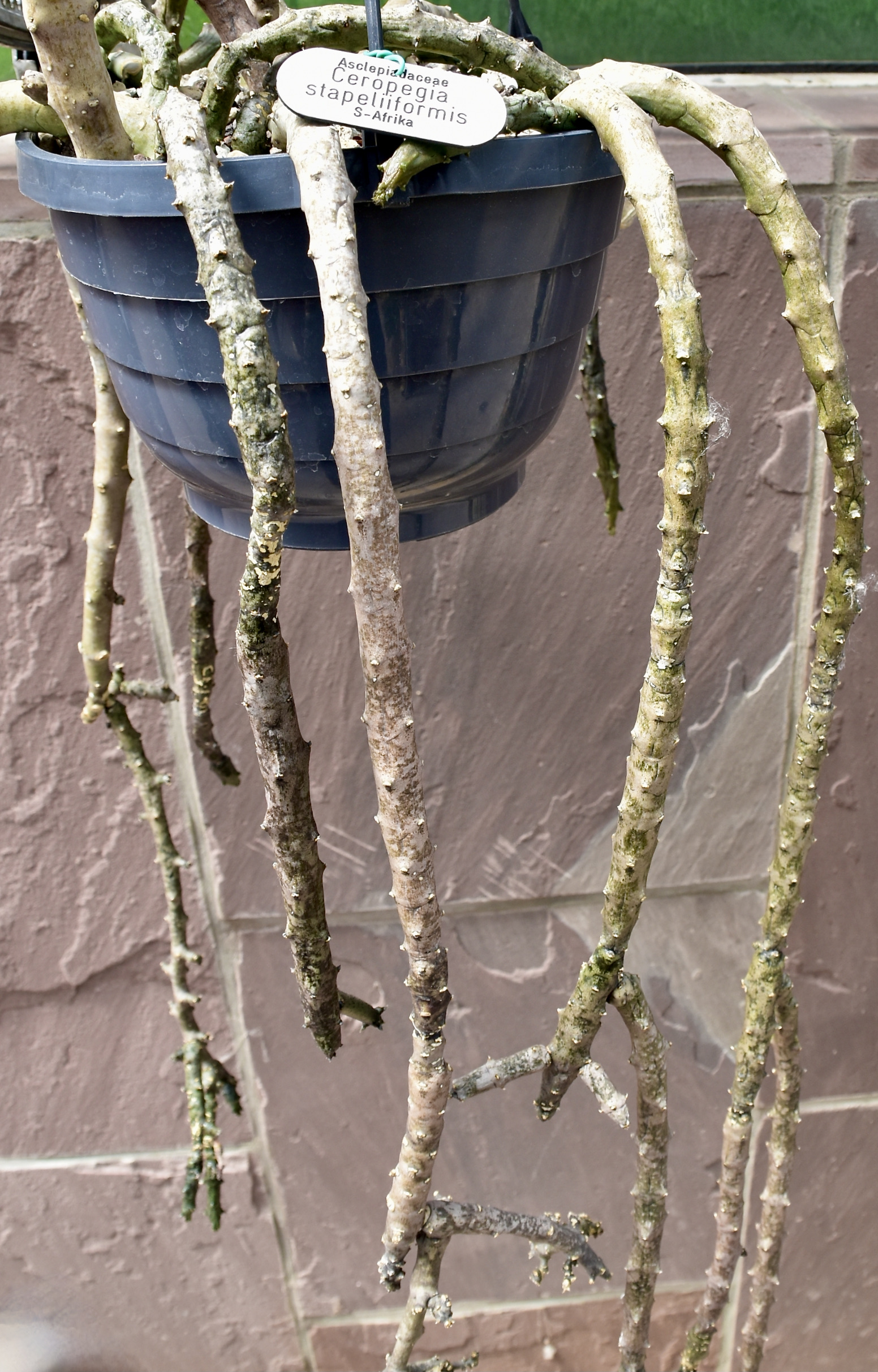
Стебли

Этот суккулентный вид отличается низкорослым ростом и может ползать, карабкаться или иногда виться. У него есть два типа стеблей: вьющиеся стебли, которые могут достигать длины более метра, особенно у растений, выращиваемых в теплой и влажной атмосфере (например, в оранжереях), и короткие, узловатые стебли примерно 20 см в длину, которые ползают по поверхности или зарываются в землю.
Стебель толщиной от 1 до 1,8 см у основания, сужается к кончику и может быть длиной до 1,5 метра. Он очень сочный, содержит прозрачный млечный сок, имеет округлую форму и темно-зеленый цвет, часто полосатый или с красно-коричневыми пятнами, а также выступающими бугорками. Ползучие стебли могут укореняться, оставляя старые части увядать и отмирать.
Листья представлены мелкими треугольными или сердцевидными чешуйками с крепкими молочно-мутными прилистниками и обнаруживаются только на растущих кончиках.
Корни волокнистые и случайно развиваются там, где стебли касаются земли.
Цветки появляются один или два (иногда больше) и имеют длину от 5 до 7 см. Они едва вьющиеся на тонких сужающихся концах побегов. Цветонос имеет толщину от 2 до 4 мм и утолщен в верхней части. Чашелистики ланцетные и имеют длину 4 мм. Венчик около 5-7 см длиной с яйцевидным основанием шириной 6-7 мм и разделен на пять тонких долей. Лопасти широкотреугольные, в основании тонкие, длиной 2-4 см, свободные и неприкреплены на концах, снаружи темно-фиолетовые или коричневатые, а внутри белые и опушенные. Лопасти загнуты назад и по бокам, что придает им особый вид. Трубка цветка воронкообразная, диаметром примерно 3 мм, изогнута и вздута внизу, а чуть выше основания сужается. Она окрашена в зеленовато-белый цвет и украшена большим количеством тускло-фиолетовых пятен. Тычиночная крона содержит наружные лопасти, которые короткие, прямостоячие или слегка открытые, выемчатые и внутри удлиненные, прямостоячие, сближенные и нитевидные. Бутоны напоминают стройные фонарики.
Цветение происходит с весны до начала лета, и хрупкие цветки держатся на растении несколько дней. Оно начинается, когда лиана достигает примерно 60 см в длину.
Плоды представлены типичными двойными семенными рожками (листовками) серо-зеленого цвета, прямостоячими и примерно 10 см в длину, с бугорками.

## Таксономия

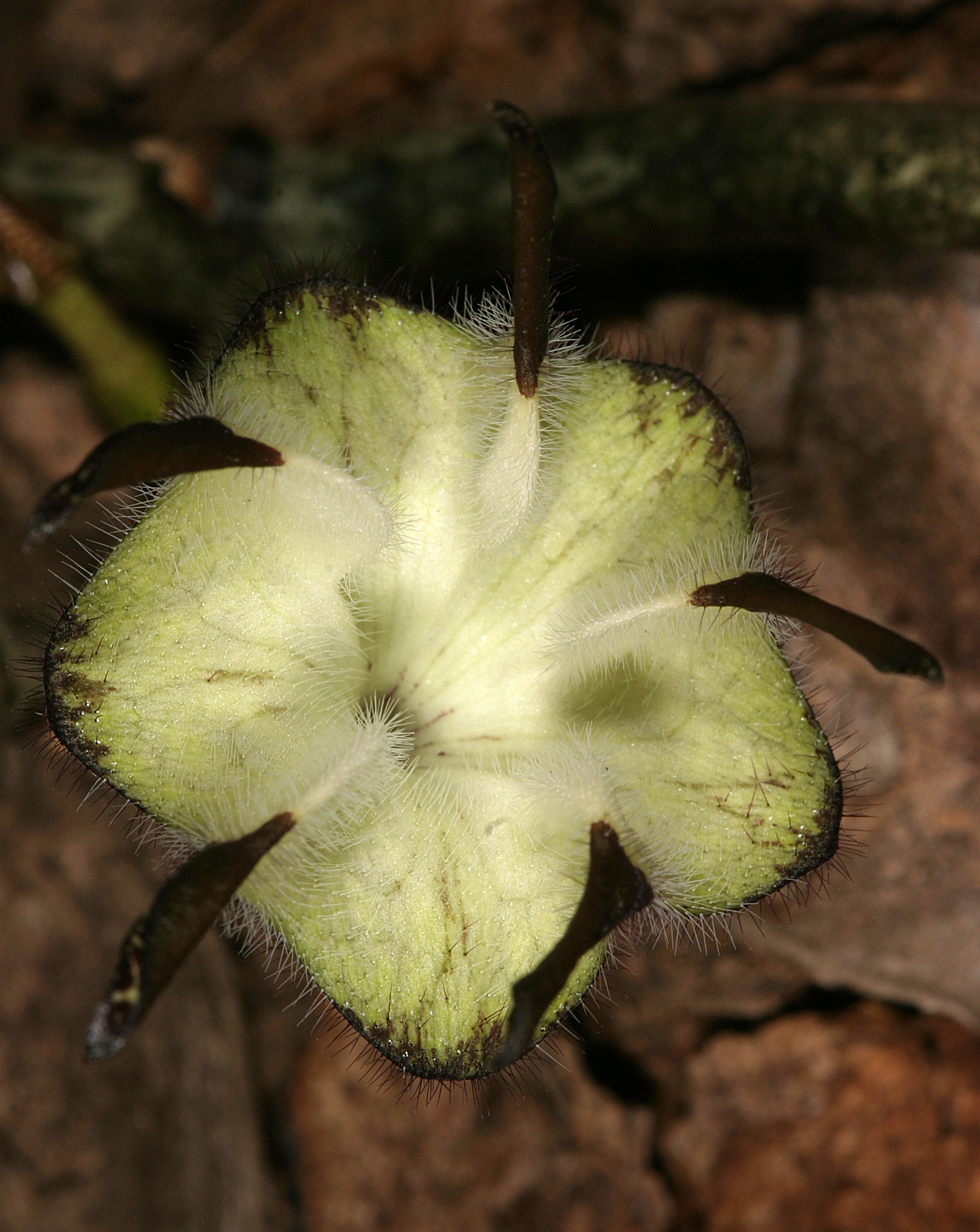
Цветок Ceropegia stapeliiformis subsp. serpentina изнутри

Ceropegia stapeliiformis Haw., первое упоминание в Philos. Mag. Ann. Chem. 1827: 121 (1827).

### Подвиды
Подтвержденные подвиды по данным сайта Plants of the World Online на 2023 год:
- Ceropegia stapeliiformis subsp. serpentina (E.A.Bruce) R.A.Dyer
- Ceropegia stapeliiformis subsp. stapeliiformis